# Begonie hlíznatá 'Kimjongilia'
Begonie hlíznatá 'Kimjongilia' (Begonia x tuberhybrida 'Kimjongilia', korejsky 김정일화) je vyšlechtěný kultivar begónie, pojmenovaný po severokorejském vůdci Kim Čong-ilovi. Občas se objevuje i počeštěný název tohoto kultivaru 'Kimčongilie'.
Navzdory všeobecnému přesvědčení není 'Kimjongilia' národní květinou Severní Koreje – tou je magnólie.
Kultivar vyšlechtil japonský botanik Kamo Mototeru u příležitosti Kim Čong-Ilových 46. narozenin v roce 1988. Má symbolizovat moudrost, lásku, spravedlnost a mír.
O květině vznikla také píseň od severokorejského autora.